# Free Orbit
Free Orbit war eine 1969 gegründete deutsche Jazz-Rock-Formation, die Peter Herbolzheimer und Udo Lindenberg leiteten.
Die Band war wie folgt besetzt: Freddy Christmann und Heinz Habermann (Trompeten), Peter Herbolzheimer (Bassposaune), Frank St. Peter (Flöte, Altsaxophon), Emil Wurster (Tenorsaxophon), Rainer Vogelei (Bass), Hans Hartmann (Bass, Sitar) und Udo Lindenberg (Schlagzeug, Gesang).
Die Band brachte ein Jahr nach ihrer Gründung das Album Free Jazz Goes Underground bei MPS heraus, auf der zehn, ausschließlich englischsprachige Titel zu hören waren,  die Lindenberg entweder alleine oder mit einem der Mitmusiker verfasst hatte. Udo Lindenberg sang die Titel 1 Never Felt So Free, 2 Amsterdam, 4 What Colours Has the Soul, 6 All My Love Girl (im Duett mit Mike Brooks), 8 Big Family (im Duett mit Brooks) und 10 Flying Windmill. 2003 wurde das Album beim Label Membran International GmbH als CD neu aufgelegt, 2014 bei MPS/Edel. Zum 55-jährigen Jubiläum erreichte das Album erstmals die deutschen Albumcharts.

## Diskografie
- 1970: Free Jazz Goes Underground, MPS Records